# Edwald Yurk
Edwald Yurk, mais conhecido como Vavá (Guaratuba, 16 de maio de 1962), é um ex-futebolista brasileiro que atuava como zagueiro. E hoje é professor de futebol da escola Dono da bola em Curitiba PR.

## Títulos
Coritiba
- Campeonato Brasileiro - 1985
- Campeonato Paranaense - 1986